# (532765) 2013 WQ53
(532765) 2013 WQ53 es un asteroide perteneciente al cinturón de asteroides, región del sistema solar que se encuentra entre las órbitas de Marte y Júpiter.
Fue descubierto el 21 de agosto de 2012 por el equipo del telescopio Pan-STARRS desde el observatorio de Haleakala.

## Designación y nombre
Designado provisionalmente como 2013 WQ53.

## Características orbitales
2013 WQ53 está situado a una distancia media del Sol de 3,072 ua, pudiendo alejarse hasta 3,496 ua y acercarse hasta 2,648 ua. Su excentricidad es 0,138 y la inclinación orbital 8,742 grados. Emplea 1966,41 días en completar una órbita alrededor del Sol.
El próximo acercamiento a la órbita de Júpiter ocurrirá el 7 de mayo de 2163.

## Características físicas
La magnitud absoluta de 2013 WQ53 es 16,66.